# Louis de Bersaques
 (août 2020).
Si vous disposez d'ouvrages ou d'articles de référence ou si vous connaissez des sites web de qualité traitant du thème abordé ici, merci de compléter l'article en donnant les références utiles à sa vérifiabilité et en les liant à la section « Notes et références ».
Louis de Bersaques, Lowys de Bersaques, Lowijs de Bersaque, Loys de Bersacques ou Lodewijk de Bersacques (c. 1586-1646) était un arpenteur assermenté au XVIIe siècle. Il a travaillé dans l'ouest de la Flandre et est responsable des cartes les plus anciennes connues, des livres de location et des livres fonciers de nombreux villages et communes de cette région. 

## Biographie
Louis de Bersaques Senior est né le 12 août 1586 à Courtrai, en Belgique, et décédé à Gand le 7 juin 1646. Son père était Pierre de Bersacques, qui prête serment comme géomètre de la ville de Courtrai le 8 juin 1580, fondant ainsi une célèbre dynastie qui va durer jusqu’en 1703. Pierre a cinq autres enfants : Jacques, Pierre, Corneille, Jean et Elisabeth. Jacques et Jean exercent également des activités de géomètre.
Louis de Bersaques, arpenteur héréditaire et sermenté de la ville et châtellenie de Courtrai, fut marié en premières noces à Joanne Van Den Berghe, et ensuite avec Anne Symoens. La famille de Bersaques vivait à Courtrai et avait plusieurs enfants : Edouard (du premier lit), puis du second lit Lowys de Bersaques (1625-1695), prêtre et doyen du chapitre de Notre-Dame de Courtrai, qui hérite du titre d'arpenteur héréditaire et sermenté de la ville et châtellenie de Courtrai, puis Elisabeth, Albert (1632-1718), Joseph (1636-1705) et Jeanne. Albert et Joseph exercent également comme géomètres. Les trois fils ont travaillé à la réévaluation et à la compilation du nouveau livre foncier de Pittem pour le compte de l'huissier, du maire et des échevins de la commune. Le livre a été publié le 8 décembre 1664. Ils ont principalement négocié avec l'échevin Jan de Maeght. 
Louis de Bersaques a travaillé comme cartographe, topographe, géomètre, mathématicien et diacre. Arpenteur-géomètre agréé depuis 28 ans au service de la ville de Courtrai. Ses livres de pays sont un modèle d'écriture accompagnée de croquis, de plans au sol, de cartes dessinées par parcelles, parfois colorées, dans ou hors du texte, souvent sur parchemin. Les carnets de pays sont en fait des carnets de cartes administratives contenant une collection de données sur la taille, le propriétaire, la nature du terrain, le montant des taxes obligatoires, etc. À partir de 1620, de nobles propriétaires terriens et de vastes abbayes ont demandé aux arpenteurs de compiler un livre sur leurs propriétés foncières. Ils sont les précurseurs de notre cadastre actuel. Il est le concepteur de nombreux plans au sol de villes, villages, forêts et régions.
Des villes comme Menin et Courtrai figurent dans la très belle collection de Johannes et Cornelius Blaeu « Novum Magnum Theatrum urbium Belgica », publiée à Amsterdam 1649. Son nom est mentionné deux fois avec des fautes d'orthographe, ce qui n'était pas rare à l'époque : Louys de Berjagues et Loys de Dajaques. Heureusement, l'écriture des Bersaques est clairement reconnaissable. 
Les Archives de l'État à Bruxelles possèdent une carte de la banlieue de Menin levée en 1644, un plan de la forêt de Houthulst (c. 1644), un plan d'un bois situé à La Roche (Luxembourg belge) dressé en 1616 et un plan d'un bois compris dans la terre et seigneurie d'Agimont dans la province de Namur. 
Louis a collaboré avec le chanoine d'Ypres Antonius Sanderus pour élaborer le plan de la ville de Courtrai et aussi en tant que collaborateur pour la rédaction de la Flandria Illustrata composée de deux volumes (Flandre orientale et Flandre occidentale) publiés à Cologne 1640. 
Il a esquissé de nombreuses vues artistiques de Roeselaere, Tielt, Ingelmunster et Pittem, entre autres. 
Il possédait des terres à Ingelmunster, Oostrozebeke et possédait la forêt de Houthulst. Il mourut en 1646 lors de l'épidémie de peste en Flandre et fut enterré à l'église Saint-Michel de Gand. Son épitaphe se termine par la rime : « Celui qui voit, lit ou entend ceci, priez pour l'âme, qui a voulu mesurer toutes les nations, se mesure ici à sept pieds ».

## Œuvres
- Goed van Zevekote (1913)
- Rentebouck de Dadizeele (1614)
- Rentebouck vanden heerscheppe van Pitthem (1622), conservé aux Archives de l'État à Bruges comme : Gemeente Pittem - oud archief no 29
- Kaart van de grens tussen de kasselrijen van Kortrijk en de Oudburg (1627), conservée au musée de la ville de Gand
- Plan du centre du village de Rollegem (1628)
- Carte des terres de Kanegem et Aarsele  21 octobre 1628), conservée aux Archives de l’État à Gand
- Rentebouek van’t heerschip van Gavere 28 octobre 1629)
- Dessin de l'église Saint-Amand et Saint-Blasius à Waregem (1638)
- Carte de Courtrai (1641)
- Carte de Roulers (1641)
- Plan de Menin (1644)

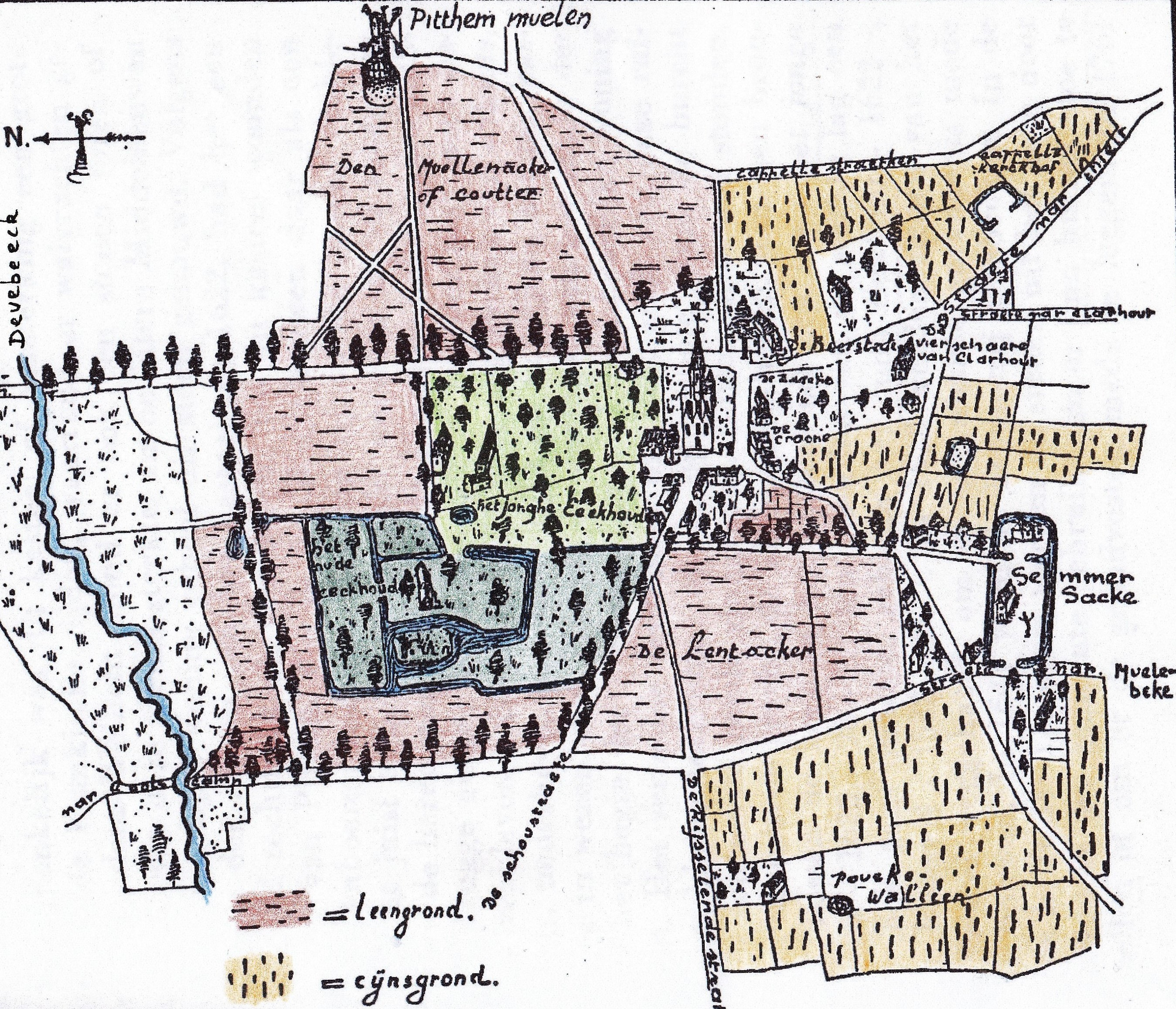
Pittem en 1622 (d'après une carte de Louis de Bersaques).
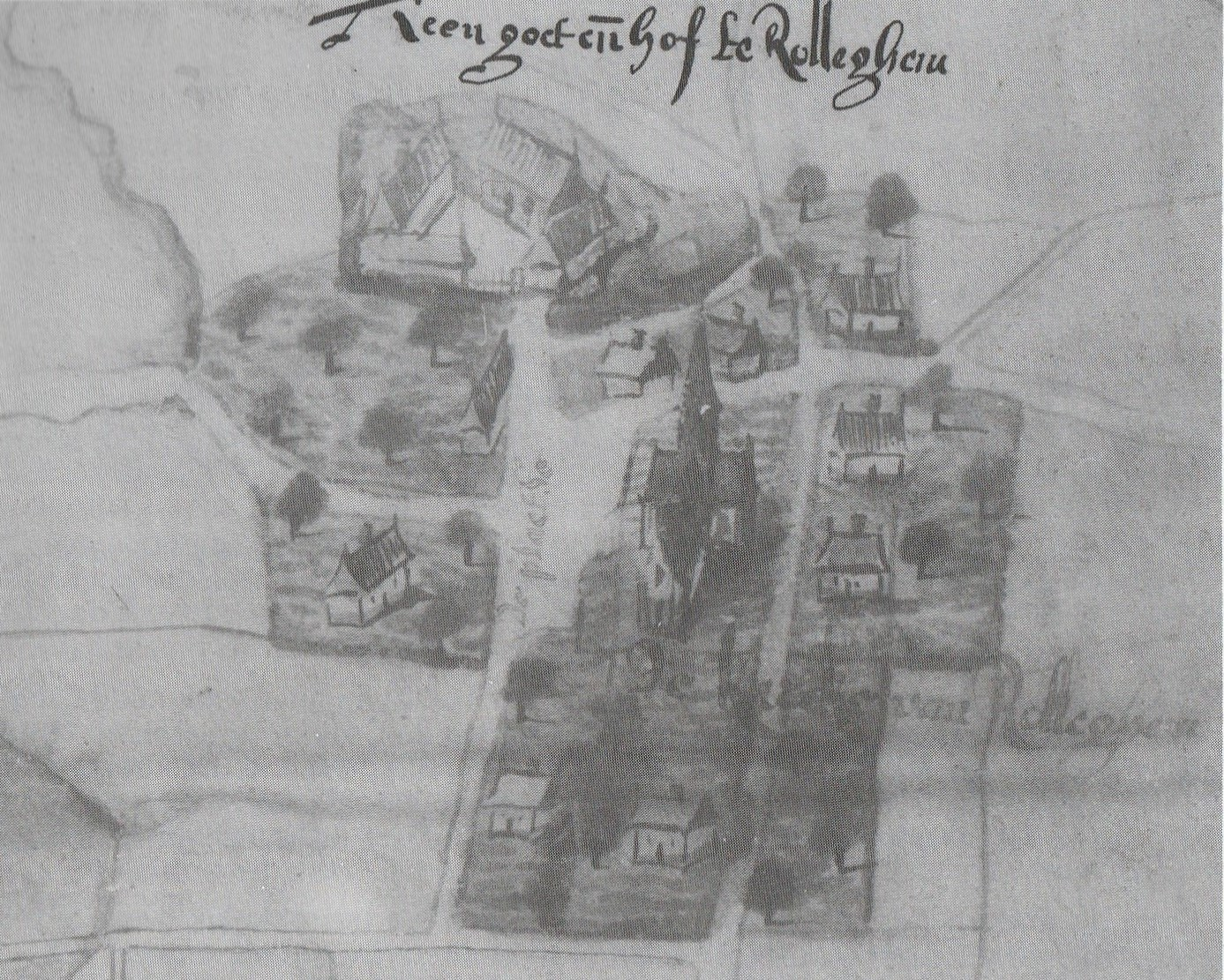
Carte la plus ancienne du centre du village de Rollegem.